# Rivière Beaupré
Rivière Beaupré är ett vattendrag i Kanada.   Det ligger i provinsen Québec, i den östra delen av landet, 900 km nordost om huvudstaden Ottawa.
I omgivningarna runt Rivière Beaupré växer i huvudsak barrskog. Trakten runt Rivière Beaupré är nära nog obefolkad, med mindre än två invånare per kvadratkilometer.